# Rhuis
Rhuis est une commune française située dans le département de l'Oise en région Hauts-de-France.

## Géographie

### Localisation
La commune est située au pied du versant nord du plateau du Valois multien dans la vallée de l'Oise, entre Pont-Sainte-Maxence à l'ouest, et Verberie à l'est.
Ces deux bourgs sont éloignés de, respectivement, sept et trois kilomètres. Le chef-lieu d'arrondissement de Senlis, au sud-ouest, est distant de quinze kilomètres par les RD 100 et 923a, et celui de Compiègne, au nord-ouest, de dix-sept kilomètres par les RD 123 et 932a. La capitale est à une cinquantaine de kilomètres au nord.

### Communes limitrophes
|           | Longueil-Sainte-Marie   |          |
| Pontpoint | Rhuis                   | Verberie |
| Roberval  | Villeneuve-sur-Verberie |          |

### Relief et paysages
La limite nord de la commune est représentée par le milieu de la rivière Oise.
Le point le plus bas de Rhuis se situe sur l'Oise, à 31 m au-dessus du niveau de la mer, mais la plaine fluviale allant jusqu'à la RD 123 dépasse à peine cette côte.
Le point culminant de la commune ne correspond pas au mont Catillon mentionné ci-dessus, mais se trouve en haut du versant est du vallon du Rouanne (mont Marauzet), sur le plateau du lieu-dit « la Montagne ». Atteignant une altitude de 116,4 m dans sa partie boisée, il s'agit en fait de l'extrémité nord-ouest du plateau du Valois. Les surfaces agricoles sur ce plateau sont accessibles depuis la vallée par deux chemins ruraux escarpés. Quant au versant ouest de la vallée du Rouanne, il ne se situe déjà plus sur le territoire communal, de petite dimension avec seulement 2,7 km2. Jusqu'à son entrée dans le parc du château de Roberval, le Rouanne correspond par ailleurs à la limite avec la commune de Roberval. La limite avec la commune de Villeneuve-sur-Verberie se trouve dans un court vallon adjacent, appelé cavée dans la région, et portant le nom du « Fond de Noël ». Aucune route ne relie directement Rhuis et Villeneuve ; il faut passer par Roberval pour rejoindre la commune voisine.

### Hydrographie

#### Réseau hydrographique
La commune est située dans le bassin Seine-Normandie. Elle est drainée par l'Oise, le Fond de Noel, le ru de Roucanne et le Fossé des Auguillons,.
L'Oise constitue la limite nord de la commune. Elle prend sa source en Belgique, à 309 mètres d'altitude, dans l’ancienne commune de Forges et se jette dans la Seine à 20 mètres d'altitude, au Pointil en rive droite et en aval du centre de Conflans-Sainte-Honorine dans le département des Yvelines. D’une longueur 341 kilomètres, elle est presque entièrement navigable et bordée de canaux sur 104 kilomètres. Il existait en 1832 deux moulins à eau, et l'Oise pouvait être franchie par un bac ou passe-cheval.

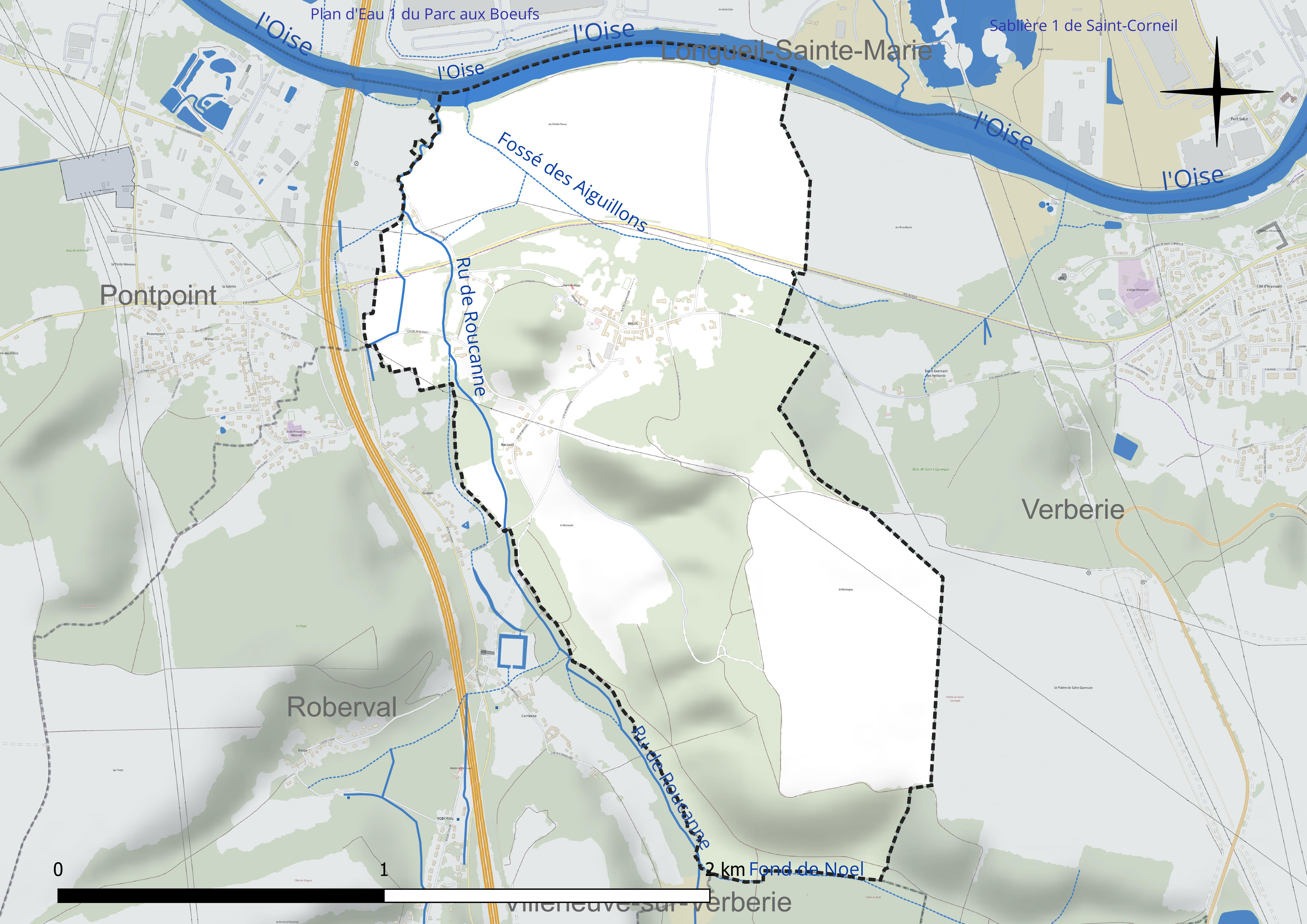
Réseau hydrographique de Rhuis.

#### Gestion et qualité des eaux
Le territoire communal est couvert par le schéma d'aménagement et de gestion des eaux (SAGE) « Sensée ». Ce document de planification concerne un territoire de 789 km2 de superficie, délimité par trois bassins versants en totalité ou en partie (Aisne, Oise et Aronde). Le périmètre a été arrêté le 16 octobre 2001 et le SAGE proprement dit a été approuvé le 8 juin 2009, puis révisé le 27 novembre 2019. La structure porteuse de l'élaboration et de la mise en œuvre est le syndicat mixte Oise-Aronde.
La qualité des cours d'eau peut être consultée sur un site dédié géré par les agences de l'eau et l'Agence française pour la biodiversité.

### Climat
Pour des articles plus généraux, voir Climat des Hauts-de-France et Climat de l'Oise.
En 2010, le climat de la commune est de type climat océanique dégradé des plaines du Centre et du Nord, selon une étude du CNRS s'appuyant sur une série de données couvrant la période 1971-2000. En 2020, Météo-France publie une typologie des climats de la France métropolitaine dans laquelle la commune est dans une zone de transition entre le climat océanique et le climat océanique altéré et est dans la région climatique Nord-est du bassin Parisien, caractérisée par un ensoleillement médiocre, une pluviométrie moyenne régulièrement répartie au cours de l'année et un hiver froid (3 °C).
Pour la période 1971-2000, la température annuelle moyenne est de 11,1 °C, avec une amplitude thermique annuelle de 14,5 °C. Le cumul annuel moyen de précipitations est de 714 mm, avec 9,9 jours de précipitations en janvier et 8,5 jours en juillet. Pour la période 1991-2020, la température moyenne annuelle observée sur la station météorologique la plus proche, située sur la commune de Margny-lès-Compiègne à 16 km à vol d'oiseau, est de 11,2 °C et le cumul annuel moyen de précipitations est de 633,5 mm,. Pour l'avenir, les paramètres climatiques de la commune estimés pour 2050 selon différents scénarios d'émission de gaz à effet de serre sont consultables sur un site dédié publié par Météo-France en novembre 2022.

## Urbanisme

### Typologie
Au 1er janvier 2024, Rhuis est catégorisée commune rurale à habitat dispersé, selon la nouvelle grille communale de densité à sept niveaux définie par l'Insee en 2022.
Elle est située hors unité urbaine. Par ailleurs la commune fait partie de l'aire d'attraction de Paris, dont elle est une commune de la couronne,.

### Occupation des sols
L'occupation des sols de la commune, telle qu'elle ressort de la base de données européenne d'occupation biophysique des sols Corine Land Cover (CLC), est marquée par l'importance des territoires agricoles (59,3 % en 2018), une proportion identique à celle de 1990 (59,3 %). La répartition détaillée en 2018 est la suivante : 
terres arables (36,2 %), forêts (36,2 %), zones agricoles hétérogènes (23,1 %), eaux continentales (4,6 %). L'évolution de l'occupation des sols de la commune et de ses infrastructures peut être observée sur les différentes représentations cartographiques du territoire : la carte de Cassini (XVIIIe siècle), la carte d'état-major (1820-1866) et les cartes ou photos aériennes de l'IGN pour la période actuelle (1950 à aujourd'hui).

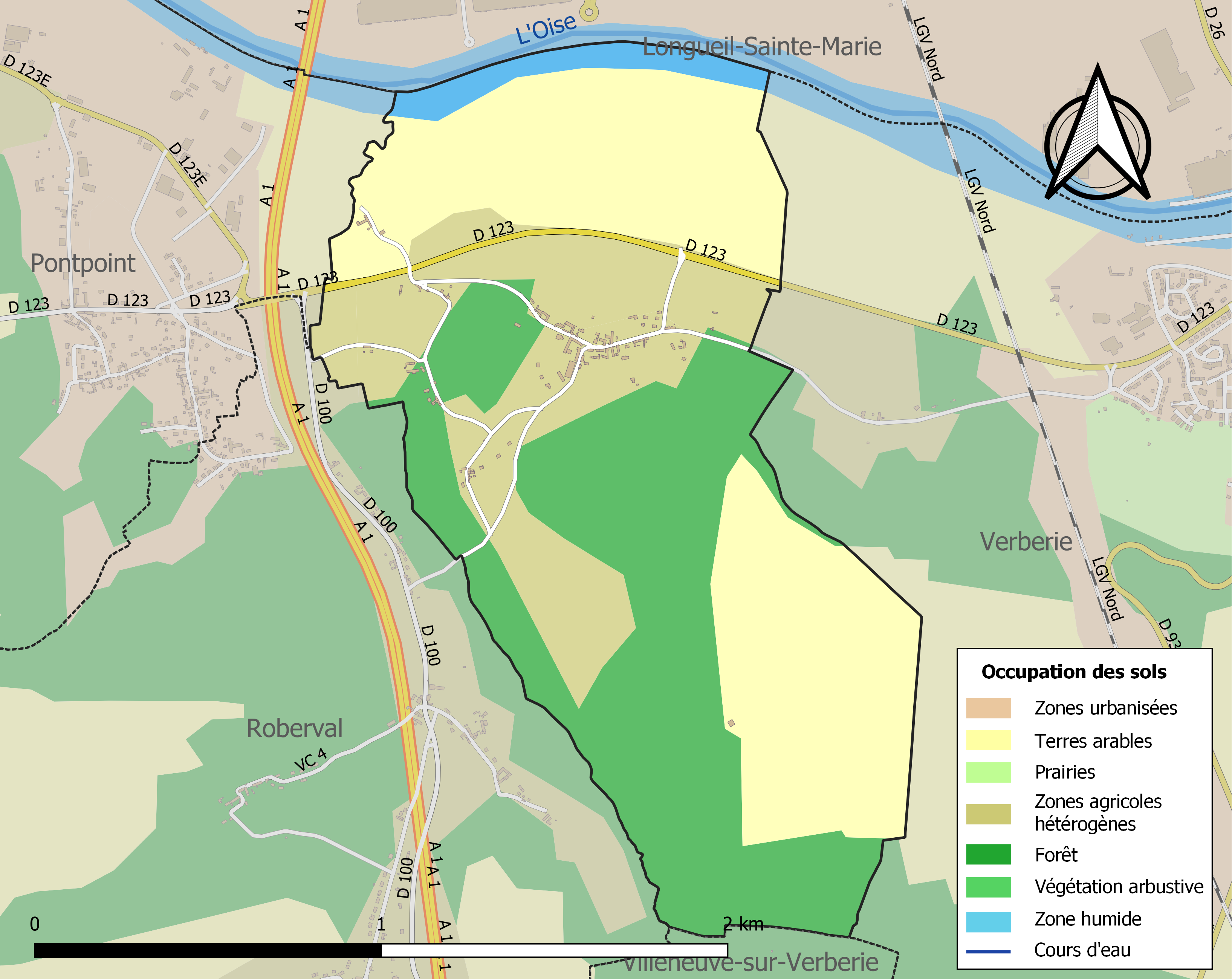
Carte des infrastructures et de l'occupation des sols de la commune en 2018 (CLC).

### Morphologie urbaine

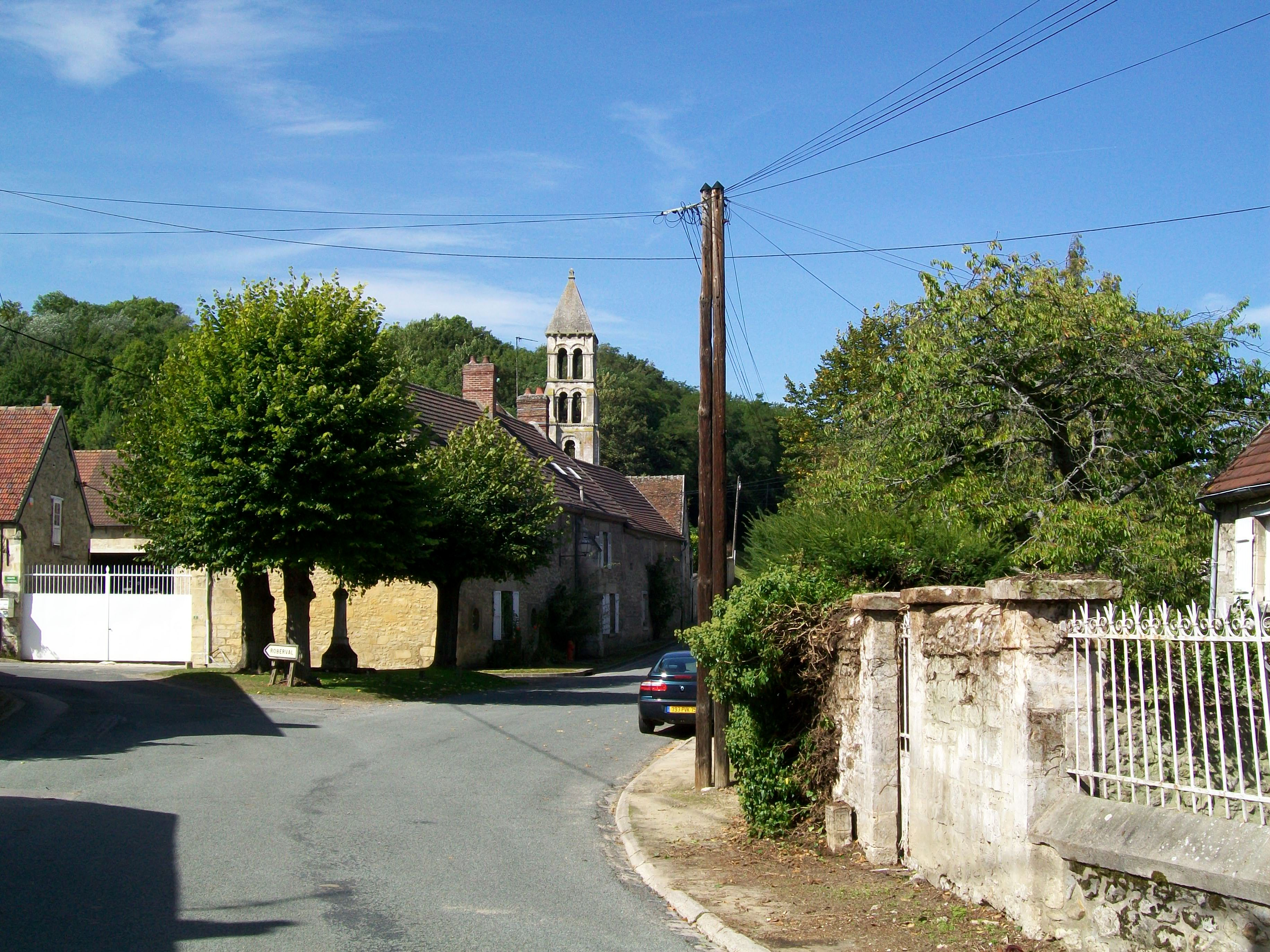
La place du village.

Rhuis se caractérise par la forme dispersée de son habitat, qui s'organise autour d'une petite butte-témoin de 88 m de haut, le mont Catillon. Le village de Rhuis est situé au nord-est de la colline, avec les maisons implantées traditionnellement le long de la Grande rue orientée dans un sens est-ouest, parallèle à la RD 123. À partir du dernier tiers du XXe siècle, le village s'est étendu le long de la route de Roberval au sud, qui contourne la butte à l'est.
Dans le prolongement ouest de la Grande Rue, avant sa rencontre avec la RD 123, se trouve le hameau des Racques.
En se rendant ensuite en direction de Roberval par le chemin de Catillon qui contourne le mont Catillon à l'ouest, l'on arrive au moulin du Joncquoy, qui constitue également un hameau avec trois autres propriétés. Puis, encore plus au sud, en direction de Roberval, se situe le hameau de Bacouël.
Outre le village et les trois hameaux mentionnés, repartis donc tout autour du mont Catillon, la commune compte deux autres lieux-dits habités : le Moulin de la Plaine, au nord-est de la RD 123, et les Osiers, une maison à l'ouest du moulin du Joncquoy le long d'un chemin communal menant vers le hameau de Guidon de la commune de Roberval.

### Environnement
Rhuis entre dans le parc naturel régional Oise-Pays de France pour la totalité de son territoire.
La ZNIEFF type 1 n° national 220005064 « Vallons de Roberval et de Noël-Saint-Martin » protège les parties boisées du territoire communal à l'est de la vallée du Rouanne.
Une partie de cette ZNIEFF entre en même temps dans le site naturel inscrit de 15 ha du parc du château de Roberval, ainsi que le secteur est de ce parc qui se situe en effet sur la commune de Rhuis. En outre, l'ensemble de la commune de Rhuis fait partie du vaste site inscrit de la vallée de la Nonette (inscription par décret du 6 février 1970).
Ce site inscrit a préfiguré le parc naturel régional, son découpage étant à peu près identique avec la partie du parc située dans l'Oise.

### Voies de communication et transports
L'autoroute A1 passe près de la commune, à l'ouest, dans un sens nord-sud. L'échangeur le plus proche est l'échangeur no 9 « Pont-Sainte-Maxence » sur le territoire de Longueil-Sainte-Marie, à six kilomètres par la route. La gare la plus proche est celle de Pont-Sainte-Maxence.
La commune est desservie, en 2023, par les lignes 640, 6221, 6305 et 6323 du réseau interurbain de l'Oise. Elle est également desservie par le service de transport à la demande gratuit TAD'OHM mis en place par la communauté de communes des Pays d'Oise et d'Halatte.
D'est en ouest, la commune est traversée par le sentier de grande randonnée GR 12 en tronc commun avec le GR 655, reliant Verberie à Senlis avec un grand détour par Fleurines. Dès l'arrivée au village en provenance de Verberie et jusqu'à la forêt d'Halatte, ce sentier emprunte toutefois des routes ouvertes à la circulation, dont la RD 100.

## Toponymie
La localité a été dénommée Reis-Villa en 1060, Ruys en 1362, Rhuy en 1450, Ruys-en-Vallois en 1486, Ruys-les-Verberie en 1591 et Ruy en 1610.
Rhuis est situé dans la vallée de l'Oise sur les pentes de « la montagne de Verberie ».

## Histoire
Rhuis, situé dans la vallée de l'Oise sur les pentes de la montagne de VerberIe était un lieu de passage important à l'époque gallo-romaine, et on a découvert de nombreux objets de cette époque, notamment au Mont-Catillon.
Le village a été marqué par :
- la Grande Jacquerie de 1358 ;
- une épidémie de peste en 1636, qui  décima la population ;
- le 21 décembre 1822 un incendie ravagea le quartier sud-est.

Selon Louis Graves, « La seigneurie de Rhuis et celle de Bacouel qui formait un fief distinct, appartenaient, dans le seizième siècle, au sieur Jean-François de la Roque, l'un de ceux que François Ier envoya au Canada-pour conserver cette nouvelle possession à la France. Il revint sans fortune de son expédition, et ses propriétés, mises en décret, furent adjugées à la maison de Madaillan. Rhuis était, dans le dix-huitième siècle, au prince de Soubise, qui y avait justice haute, moyenne et basse ».
Avant 1900 on comptait deux moulins sur le rû de Rouanne. Un moulin à tan démoli en 1825, servait pour l'armée pendant la Révolution française. À cette époque, le village était marqué par la fabrications de chaussures et la présence de bûcherons, vignerons et maraîchers qui faisaient « commerce de fruits rouges, ressource principale du pays »,.
En 1900 existaient deux auberges et deux moulins. En 1934 le village disposait d'un café-épicerie et d'un menuisier.
En 2001, le village était dépourvu de commerce et d'artisanat.

## Politique et administration

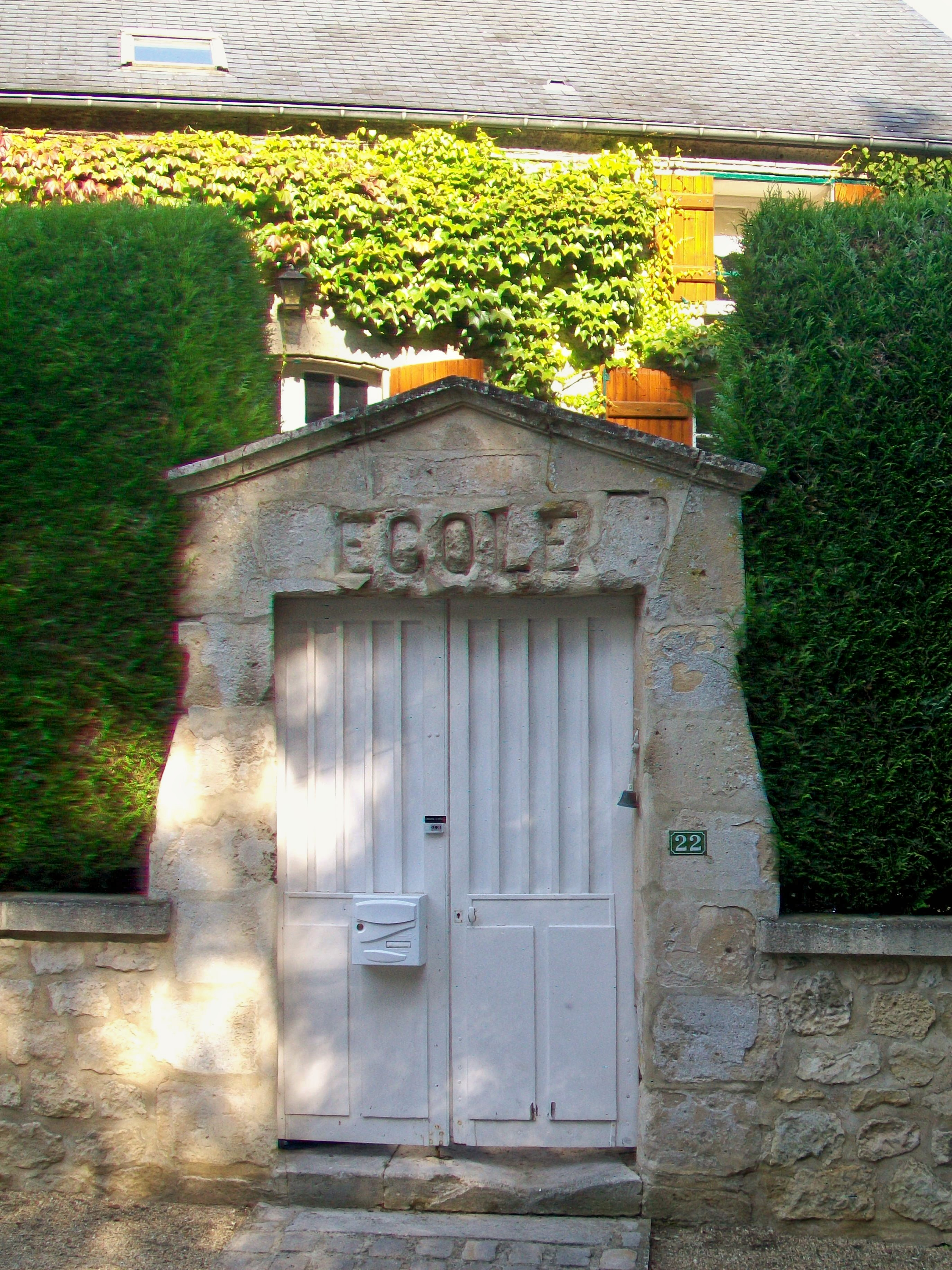
Portail de l'ancienne école.

### Rattachements administratifs et électoraux
La commune se trouve dans l'arrondissement de Senlis du département de l'Oise. Pour l'élection des députés, elle fait partie depuis 1988 de la quatrième circonscription de l'Oise.
Elle fait partie depuis 1801 du canton de Pont-Sainte-Maxence. Dans le cadre du redécoupage cantonal de 2014 en France, ce canton, dont la commune est toujours membre, est modifié, passant de 13 à 23 communes.

### Intercommunalité
Rhuis est membre de la communauté de communes des pays d'Oise et d'Halatte, créée fin 1997.

### Politique locale
La création d'une commune nouvelle qui aurait regroupé Roberval, Villeneuve-sur-Verberie et Rhuis a été étudié en 2016. Ce projet a été abandonné en février 2017, en raison de la grande complexité de ce régime, de l'absence d'intérêt pour la commune et du risque de perte d'identité du village.

### Liste des maires
| Période                                  | Période | Identité             | Étiquette | Qualité                                                                                        |
| ---------------------------------------- | ------- | -------------------- | --------- | ---------------------------------------------------------------------------------------------- |
| Les données manquantes sont à compléter. |         |                      |           |                                                                                                |
| 1936                                     | 1978    | Paul Dassonville     |           |                                                                                                |
| 1978                                     | 1983    | Hubert Pingard       |           |                                                                                                |
| 1983                                     | 1983    | Louis Bardon         |           |                                                                                                |
| 1984                                     | 2001    | Monique Neyraud      |           |                                                                                                |
| 2001                                     | 2008    | Gisèle Doublet       |           |                                                                                                |
| Les données manquantes sont à compléter. |         |                      |           |                                                                                                |
| 2009                                     | 2024    | Jean-François Goyard |           | Vice-président de la CC des pays d'Oise et d'Halatte (2020 → ) Réélu pour le mandat 2020-2026, |

## Population et société

### Démographie

#### Évolution démographique
L'évolution du nombre d'habitants est connue à travers les recensements de la population effectués dans la commune depuis 1793. Pour les communes de moins de 10 000 habitants, une enquête de recensement portant sur toute la population est réalisée tous les cinq ans, les populations de référence des années intermédiaires étant quant à elles estimées par interpolation ou extrapolation. Pour la commune, le premier recensement exhaustif entrant dans le cadre du nouveau dispositif a été réalisé en 2004.

En 2022, la commune comptait 134 habitants, en évolution de −5,63 % par rapport à 2016 (Oise : +0,87 %, France hors Mayotte : +2,11 %).
| 1793 | 1800 | 1806 | 1821 | 1831 | 1836 | 1841 | 1846 | 1851 |
| ---- | ---- | ---- | ---- | ---- | ---- | ---- | ---- | ---- |
| 123  | 155  | 163  | 152  | 162  | 166  | 169  | 149  | 143  |

| 1856 | 1861 | 1866 | 1872 | 1876 | 1881 | 1886 | 1891 | 1896 |
| ---- | ---- | ---- | ---- | ---- | ---- | ---- | ---- | ---- |
| 126  | 133  | 135  | 139  | 126  | 116  | 119  | 117  | 105  |

| 1901 | 1906 | 1911 | 1921 | 1926 | 1931 | 1936 | 1946 | 1954 |
| ---- | ---- | ---- | ---- | ---- | ---- | ---- | ---- | ---- |
| 96   | 113  | 118  | 107  | 98   | 93   | 91   | 99   | 83   |

| 1962 | 1968 | 1975 | 1982 | 1990 | 1999 | 2004 | 2006 | 2009 |
| ---- | ---- | ---- | ---- | ---- | ---- | ---- | ---- | ---- |
| 82   | 71   | 62   | 62   | 63   | 84   | 115  | 125  | 143  |

| 2014 | 2019 | 2022 | - | - | - | - | - | - |
| ---- | ---- | ---- | - | - | - | - | - | - |
| 140  | 136  | 134  | - | - | - | - | - | - |

#### Pyramide des âges
La population de la commune est relativement jeune.
En 2018, le taux de personnes d'un âge inférieur à 30 ans s'élève à 30,9 %, soit en dessous de la moyenne départementale (37,3 %). À l'inverse, le taux de personnes d'âge supérieur à 60 ans est de 23,5 % la même année, alors qu'il est de 22,8 % au niveau départemental.
En 2018, la commune comptait 71 hommes pour 67 femmes, soit un taux de 51,45 % d'hommes, largement supérieur au taux départemental (48,89 %).
Les pyramides des âges de la commune et du département s'établissent comme suit.
| Hommes | Classe d’âge | Femmes |
| ------ | ------------ | ------ |
| 0,0    | 90 ou +      | 0,0    |
| 1,4    | 75-89 ans    | 3,0    |
| 22,9   | 60-74 ans    | 19,7   |
| 27,1   | 45-59 ans    | 24,2   |
| 21,4   | 30-44 ans    | 18,2   |
| 8,6    | 15-29 ans    | 15,2   |
| 18,6   | 0-14 ans     | 19,7   |

| Hommes | Classe d’âge | Femmes |
| ------ | ------------ | ------ |
| 0,5    | 90 ou +      | 1,4    |
| 5,5    | 75-89 ans    | 7,6    |
| 15,6   | 60-74 ans    | 16,3   |
| 20,8   | 45-59 ans    | 20     |
| 19,4   | 30-44 ans    | 19,4   |
| 17,6   | 15-29 ans    | 16,2   |
| 20,6   | 0-14 ans     | 19,1   |

### Enseignement
Les enfants de la commune sont scolarisés dans l'école intercommunale Gilles-Personne-de-Roberval à Roberval.
En 2011, elle accueillait 18 enfants de la commune.

## Culture locale et patrimoine

### Lieux et monuments
Rhuis compte deux monuments historiques sur son territoire.
- Église Saint-Gervais-Saint-Protais (classée monument historique en 1894[33]) : Construite en deux étapes au milieu et à la fin du XIe siècle, avec plusieurs remaniements ultérieurs, elle se présente de nouveau dans son austérité de la période romane depuis la restauration des années 1970.

Une stèle funéraire de l'époque mérovingienne remployée dans une fondation et de nombreuses sépultures découvertes dans le sous-sol indiquent une occupation très ancienne du lieu.
La nef non voûtée comporte deux bas-côtés à quatre travées, dont seulement la quatrième travée est voûtée. Les bas-côtés s'ouvrent sur la nef par des arcades dont les impostes simplement décorées de motifs de ligne brisée représentent les seuls éléments sculptés de l'intérieur. En effet, il n'y a ni colonnes, ni chapiteaux. Au-dessus de chaque travée, la nef comporte une fenêtre en plein cintre, tandis que les bas-côtés ne sont pourvus que de deux fenêtres chacun. Le chœur s'ouvrant par un arc triomphal est nettement désaxé par rapport à la nef. Il se compose d'une première travée carrée qui correspondant au chœur primitif, et d'une abside en hémicycle ajoutée à la fin du XIe siècle.
À la même époque, les quatrièmes travées des bas-côtés furent voûtées pour recevoir les clochers, dont l'église était initialement dépourvue (ressemblant alors à l'église de Sarron). Seul le clocher nord subsiste ; quant au clocher sud, dont l'existence ne peut être prouvée, il a dû disparaître vers 1125/1130. (Par ailleurs, une abside a été construite dans le prolongement orientale du bas-côté nord au milieu du XIIe siècle ; elle a disparu également. La sacristie, probablement du XVIIIe siècle, occupe sa place.)
Le clocher carré donne une impression d'élégance et de légèreté ; ses trois étages de baies au-dessus du rez-de-chaussée sont construits en pierres d'appareil et coiffés par une pyramide de pierre. Le premier étage ne présente qu'une seule grande baie plein cintre de chaque côté, alors que les étages supérieurs sont percés de baies gémelées. Les contreforts s'arrêtent dès la fin du second étage, permettant de décorer les angles du dernier étage de colonnettes.
Le portail, sur la façade occidentale, est le plus ancien portail à gable conservé dans le nord de la France. Le tympan sous l'arc de décharge est nu ; il est surmonté par une archivolte décoré de trois tores. Les angles internes des piedroits sont formés en colonnettes couronnées par des chapiteaux assez simples,.
- Menhir dénommé « la Demoiselle de Rhuis » ou « la Pierre de Rhuis » non loin de l'Oise, dans un champ, près du GR 12 (inscrit Monument historique en 1982[36]) : Cette pierre levée de trois mètres de haut est la dernière rescapée d'un ensemble mégalithique connu comme « les Demoiselles de Rhuis », ayant compté au moins six exemplaires, d'après des témoignages de 1764. Seulement deux menhirs subsistaient à la Révolution, dont un fut cassé en 1793[37].

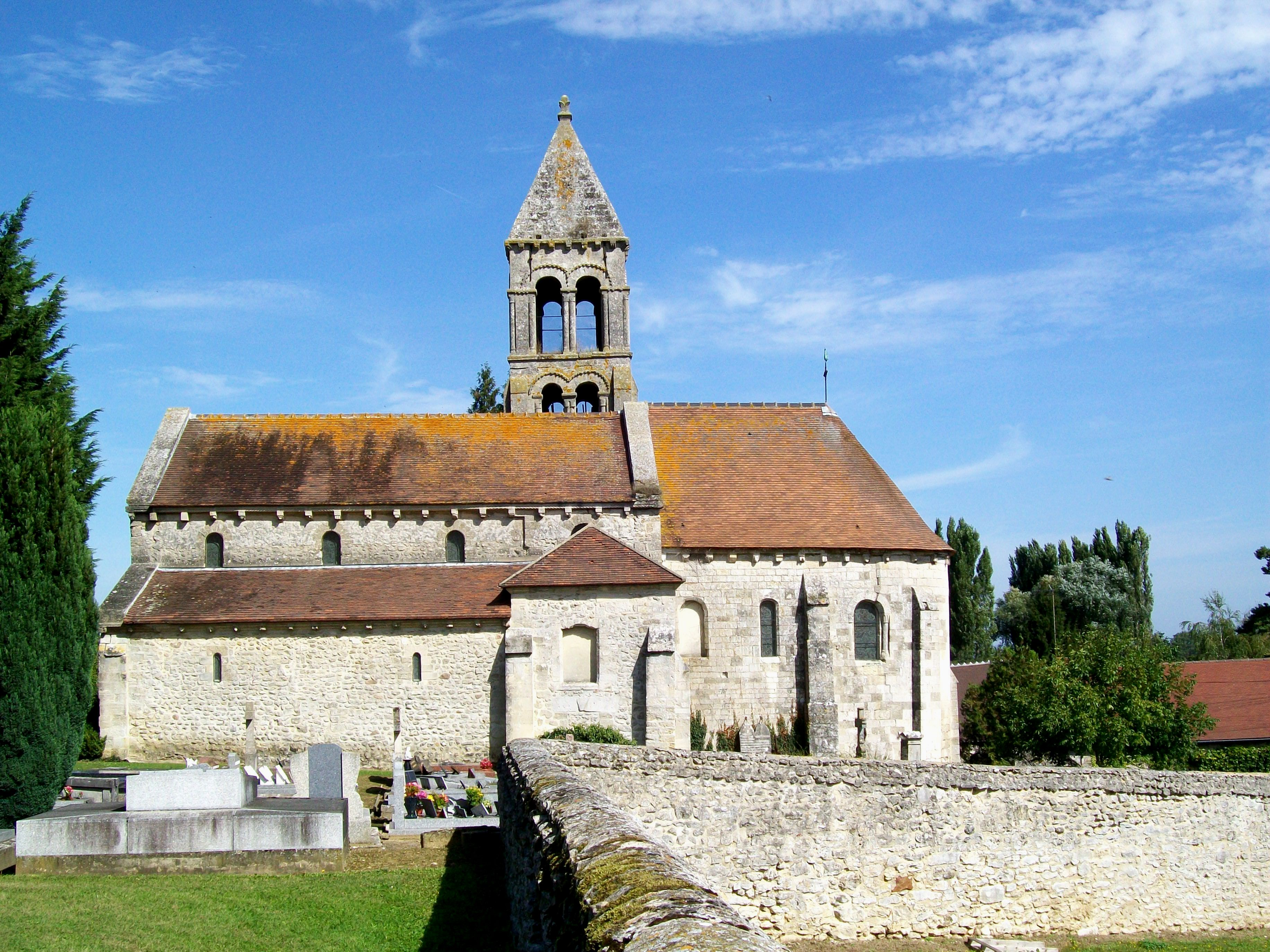
L'église, vue depuis le cimetière au sud.
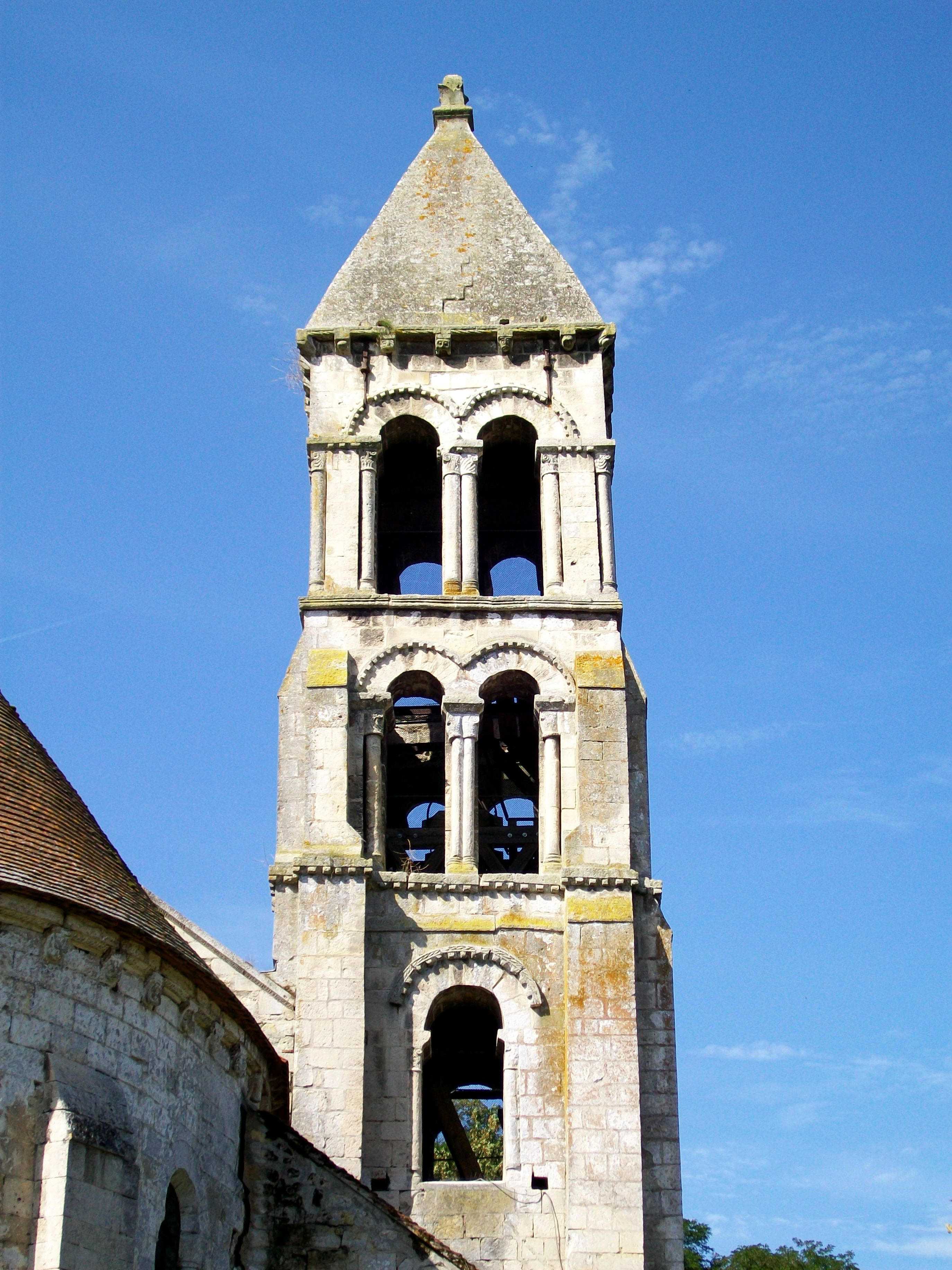
Le clocher roman, classé Monuments Historiques depuis 1894.
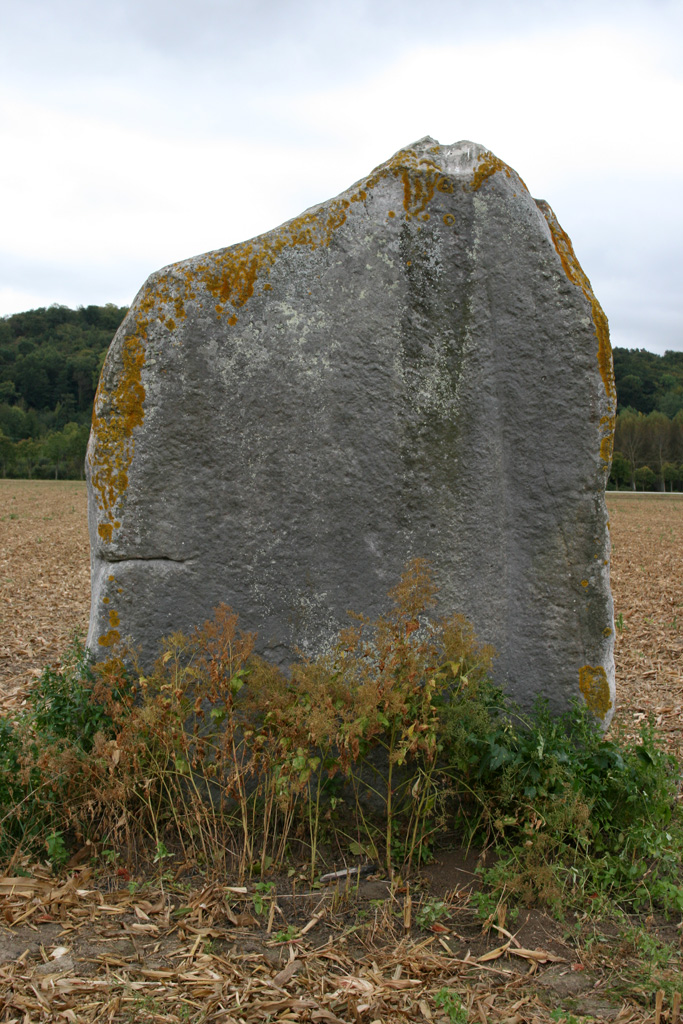
Le menhir dénommé la Demoiselle de Rhuis.

On peut également signaler : 
- Ancien moulin à huile du Joncquoy, au carrefour du chemin de Catillon avec le chemin du Joncquoy vers la RD 100 : Autour du calvaire au carrefour des chemins, se regroupait jadis un hameau qui, au début du XVIIIe siècle, était aussi grand que le hameau de Rhuis (Ruy) de lors. Tandis que le village s'est agrandi depuis, le hameau du Joncquoy s'est réduit à trois maisons en plus de l'ancien moulin[38].

Alimenté par le ruisseau du Rouanne avec deux autres moulins sur la commune, l'ancien moulin et ses bâtiments annexes sont bien conservés et ont peu évolué depuis la transformation en habitation. L'utilisation comme moulin à huile remonte au moins jusqu'en 1690 ; auparavant, on y extrayait la filasse du chanvre.
- Kiosque du belvédère du mont Catillon, au sommet de la butte : petit bâtiment ruiné de la forme d'un temple rond, construit en calcaire. Huit colonnes supportent une coupole. C'est un endroit romantique qui a attiré de nombreux visiteurs quand la vue fut encore dégagée, mais aujourd'hui, la végétation a envahi toute la butte et le kiosque avec[40].
- Deux calvaires au Joncquoy (croix en pierre) et sur la petite place de Rhuis (monument en pierre avec croix en fer).

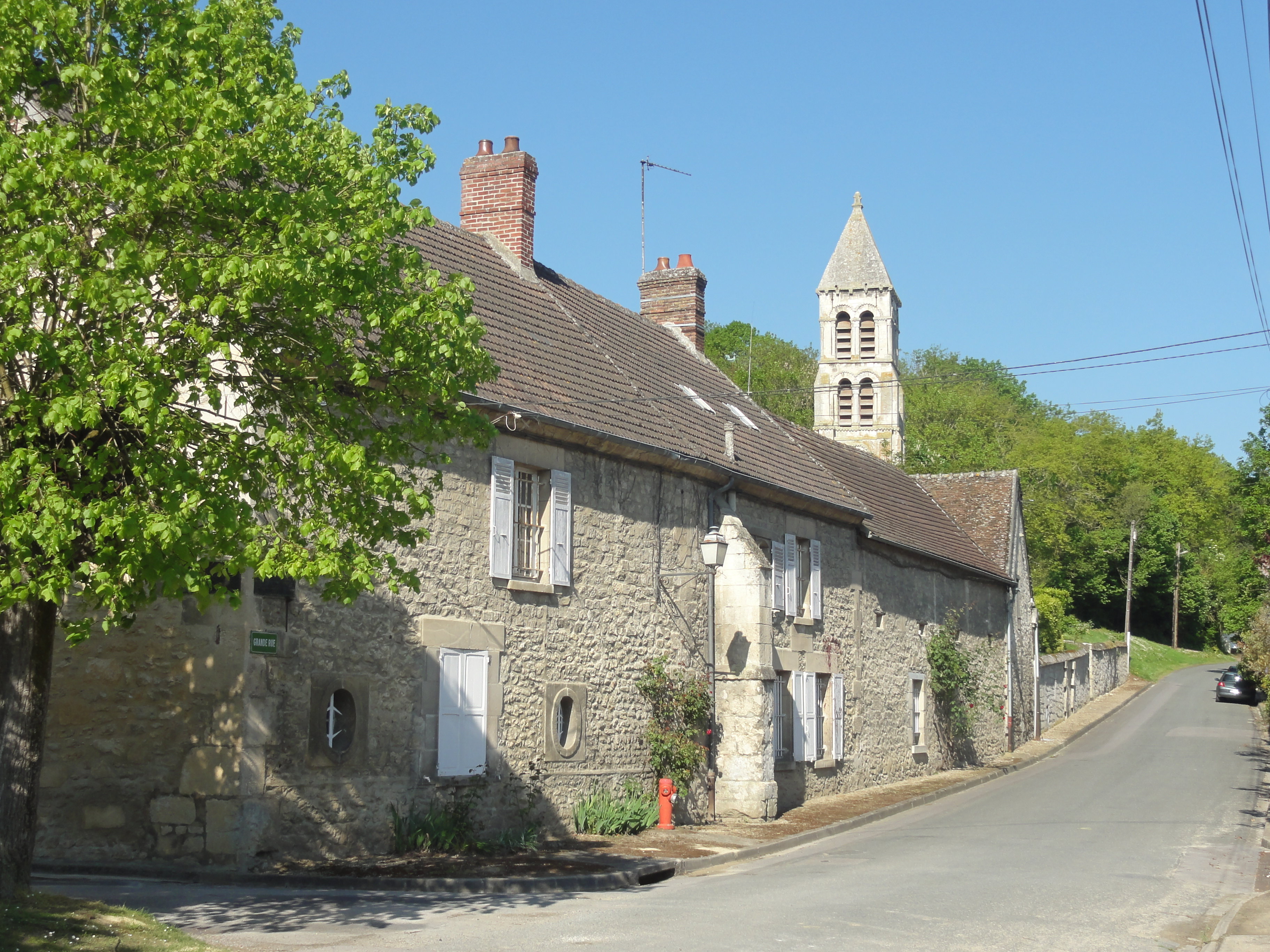
La Grande-rue et le clocher de l'église.
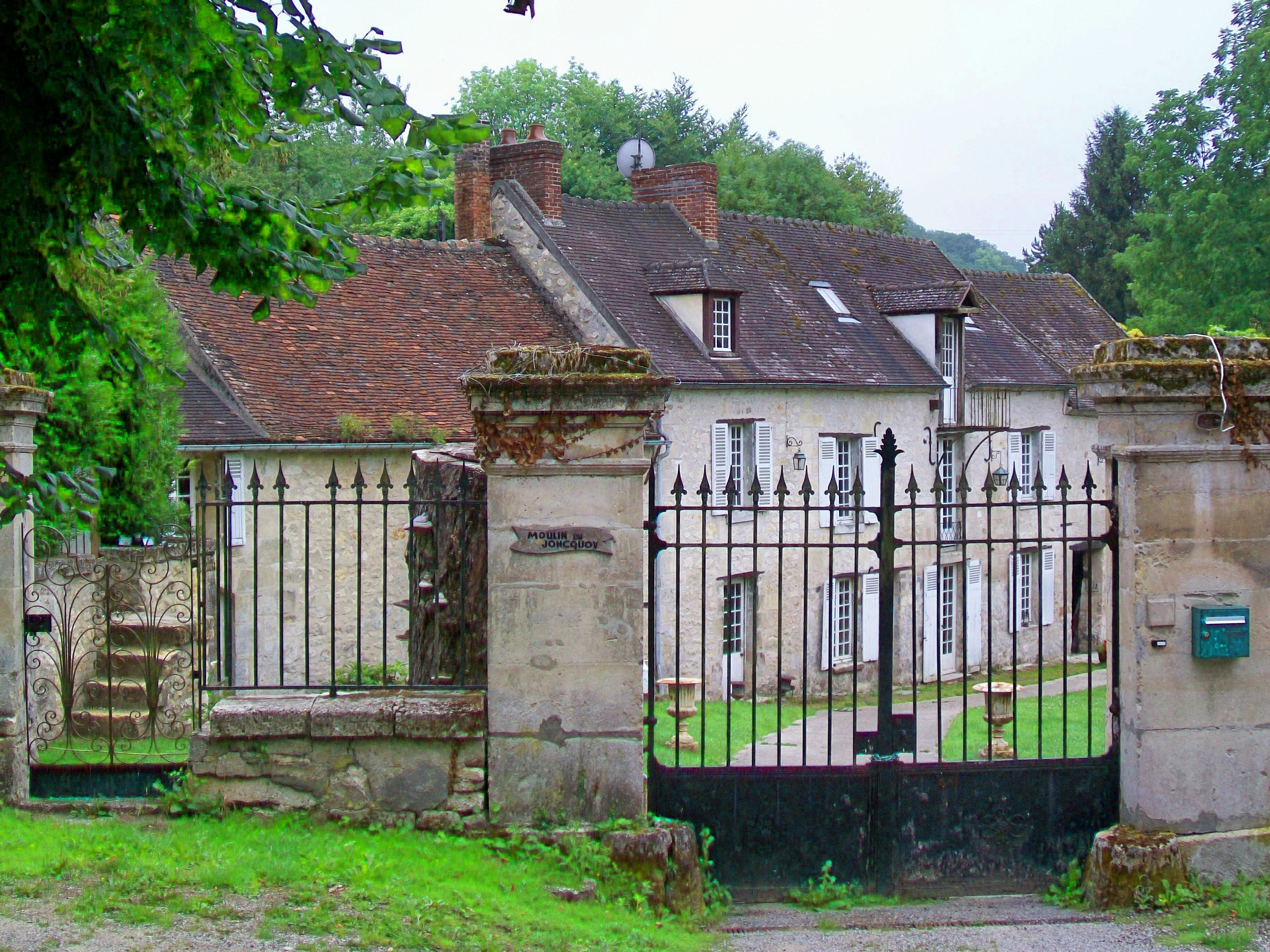
Ancien moulin à huile du Joncquoy.
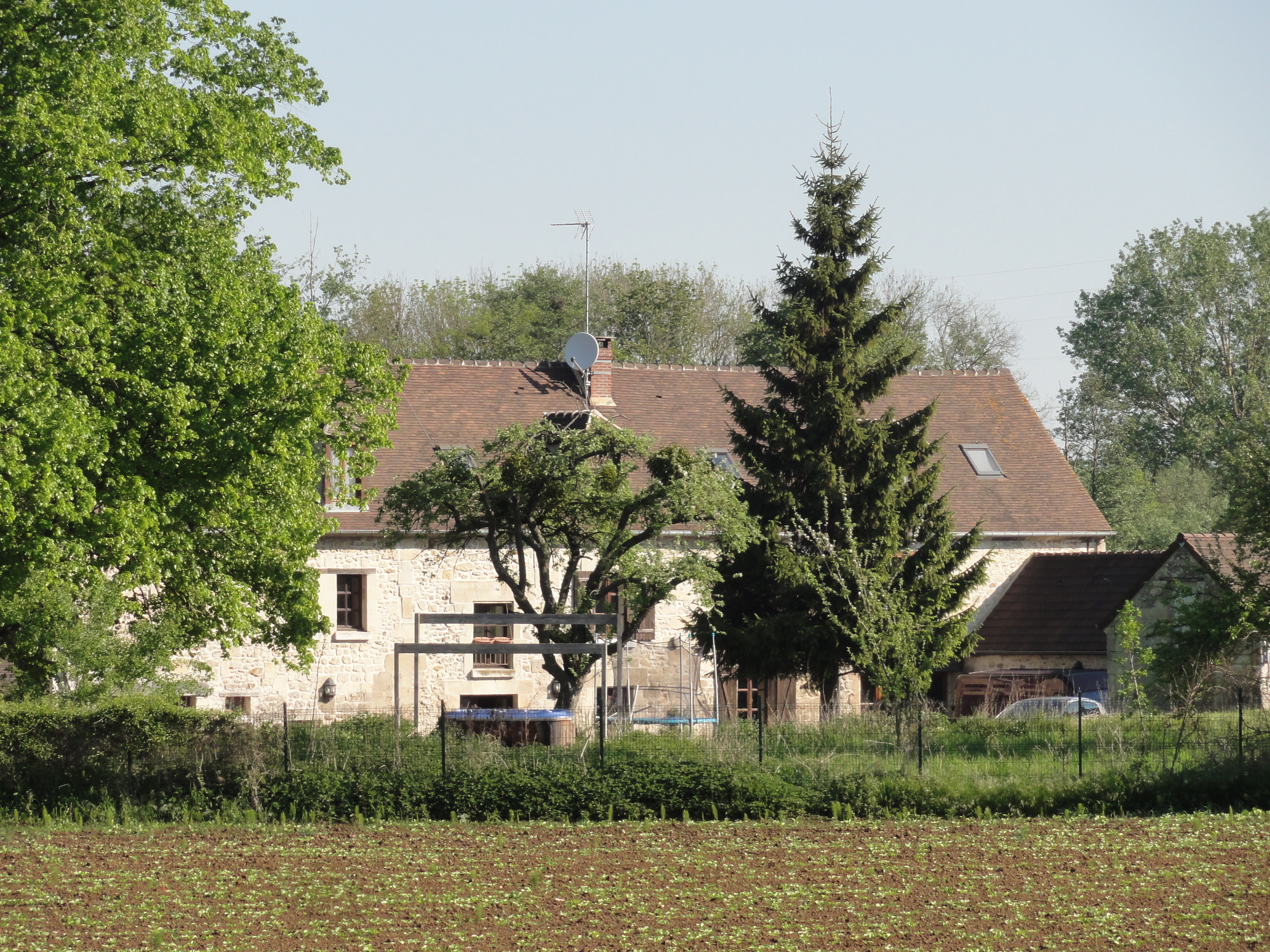
Le Moulin de la vallée.
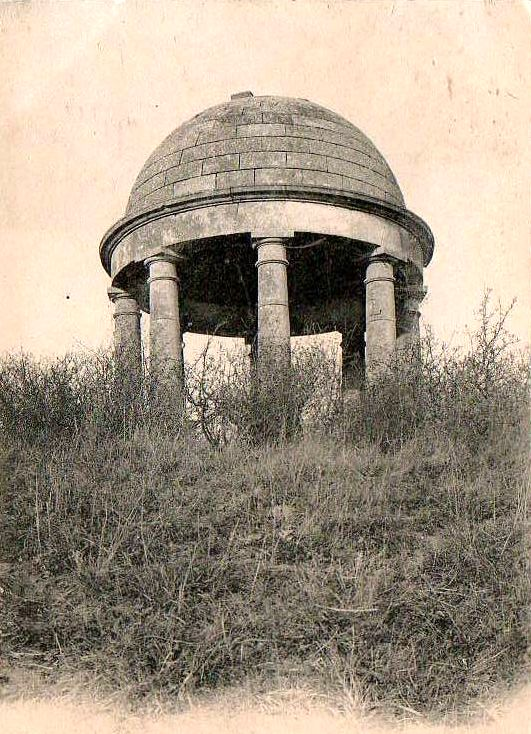
Kiosque au sommet du mont Catillon.
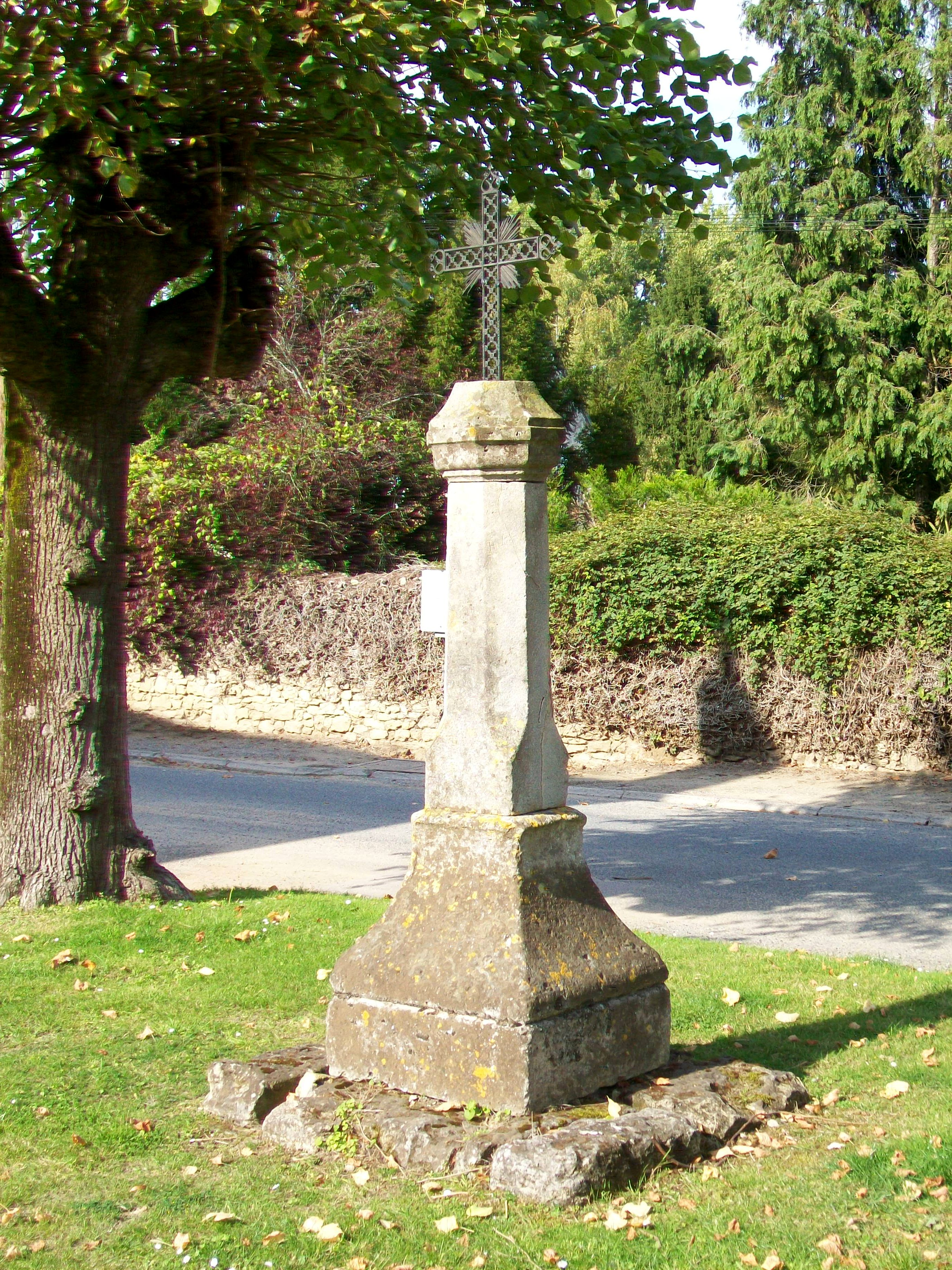
Calvaire sur la place du village.
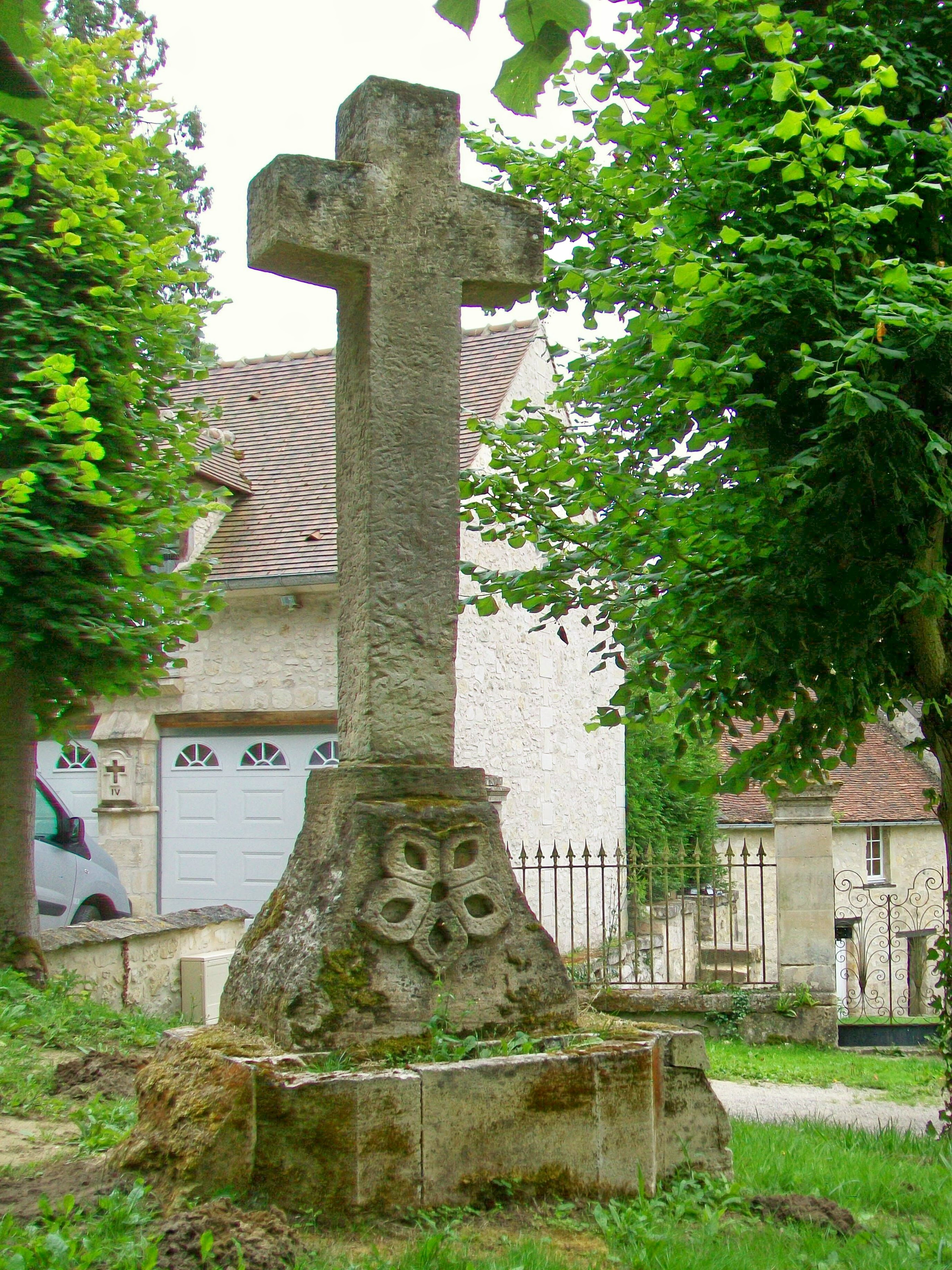
Calvaire près du moulin du Joncquoy.